# Krążno (jezioro)
Krążno – jezioro w Polsce, położone w województwie pomorskim, w powiecie bytowskim, w gminie Studzienice, na terenie Równinie Charzykowskiej.
We wschodniej części jeziora znajduje się źródło rzeki Wdy.

## Morfometria
Powierzchnia całkowita jeziora wynosi 16 ha, a maksymalna głębokość 20 m. Dno żwirowe z lekkim namułem. Przejrzystość wody do 3 m, roślinność denna w pasie głębokości od 2 do 5 m.